# Orange Bowl 2023
Match précédent Match suivant
L'Orange Bowl 2023 est un match de football américain de niveau universitaire joué après la saison régulière de 2023, le 30 décembre 2023 au Hard Rock Stadium situé à Miami Gardens dans l'État de la Floride aux États-Unis. 
Il s'agit de la 90e édition de l'Orange Bowl.
Le match met en présence l'équipe des Bulldogs de la Géorgie issue de la Southeastern Conference (SEC) et l'équipe des Seminoles de Florida State issue de la Atlantic Coast Conference (ACC).
Il débute vers 16 heures locales et est retransmis à la télévision par ESPN.
Sponsorisé par la société Capital One, le match est officiellement dénommé le 2023 Capital One Orange Bowl. 
Georgia remporte le match sur le score de 63 à 3.

## Présentation du match
Il s'agit de la 12e rencontre entre les deux équipes, Georgia menant les statistiques avec 6 victoires contre 4 pour Florida State et 1 nul.
| Équipes                                                                 | Couleurs | Conférences | Entraîneurs             | Stats. saison rég. | Classements avant le bowl | Classements avant le bowl | Classements avant le bowl |
| ----------------------------------------------------------------------- | -------- | ----------- | ----------------------- | ------------------ | ------------------------- | ------------------------- | ------------------------- |
| Équipes                                                                 | Couleurs | Conférences | Entraîneurs             | Stats. saison rég. | CFP                       | AP                        | Coaches                   |
| Bulldogs de la Géorgie                                                  |          | SEC         | Kirby Smart (8e saison) | 12-1               | no 6                      | no 3                      | no 6                      |
| Seminoles de Florida State                                              |          | ACC         | Mike Norvell (en) (e)   | 13-0               | no 5                      | no 5                      | no 5                      |
| - Arbitre : ? (Big Ten) - Équipe donnée favorite par les bookmakers : ? |          |             |                         |                    |                           |                           |                           |

| Saison | Date              | Vainqueur      | Score   | Compétition                                     |
| ------ | ----------------- | -------------- | ------- | ----------------------------------------------- |
| 2002   | 1er janvier 2003  | Georgia        | 26 - 13 | Sugar Bowl                                      |
| 1984   | 22 décembre 1984  | Match nul      | 17 - 17 | Florida Citrus Bowl                             |
| 1965   | 16 octobre 1965   | Floridfa State | 10 - 03 | Saison régulière, match joué à Tallahassee, FL  |
| 1964   | 17 octobre 1964   | Floridfa State | 17 - 14 | Saison régulière, match joué à Athens, GA       |
| 1962   | 20 octobre 1962   | Floridfa State | 18 - 0  | Saison régulière, match joué à Athens, GA       |
| 1961   | 14 octobre 1961   | Floridfa State | 03 - 0  | Saison régulière, match joué à Tallahassee, FL  |
| 1959   | 31 octobre 1959   | Georgia        | 42 - 0  | Saison régulière, match joué à Athens, GA       |
| 1958   | 11 octobre 1958   | Georgia        | 28 - 13 | Saison régulière, match joué à Jacksonville, FL |
| 1956   | 29 septembre 1956 | Georgia        | 03 - 0  | Saison régulière, match joué à Athens, GA       |
| 1955   | 15 octobre 1955   | Georgia        | 47 - 14 | Saison régulière, match joué à Tallahassee, FL  |
| 1954   | 18 septembre 1954 | Georgia        | 14 - 0  | Saison régulière, match joué à Tallahassee, FL  |

### Bulldogs de la Géorgie
Georgia commence sa saison en tant que double champion sortant, espérant conquérir un troisième titre consécutif, performance qui n'a plus été réalisée depuis Minnesota lors des saisons 1934 à 1936. Ils comptent des victoires importantes face à #20 Kentucky (51-13), #9 Ole Miss (52-17) et #18 Tennessee (38-10). Ils terminent la saison régulière avec 12 victoires sans défaites réalisant une série de 29 victoires consécutives depuis l'Orange Bowl 2021. Ils terminent 1er de la Division East de la Southeastern Conference mais perdent ensuite 24 à 27 la finale de conférence jouée contre le #8 Crimson Tide de l'Alabama. Cette défaite les privent du College Football Playoff car avec un bilan de 12 victoires et une défaite, ils terminent no 6 aux classements CFP, AP et Coache's.
Éligible, Georgia accepte l'invitation de participer à l'Orange Bowl 2023, disputant ainsi le 62e bowl et le 5e Orange Bowl de leur histoire :
| Saisons | Dates            | Vainqueurs | Scores  | Finalistes | Bilan   |
| ------- | ---------------- | ---------- | ------- | ---------- | ------- |
| 1941    | 1er janvier 1942 | Georgia    | 40 - 26 | TCU        | V : 1-0 |
| 1948    | 1er janvier 1949 | Texas      | 41 - 28 | Georgia    | D : 1-1 |
| 1959    | 1er janvier 1960 | Georgia    | 14 - 0  | Missouri   | V : 2-1 |
| 2021    | 31 décembre 2021 | Georgia    | 34 - 11 | Michigan   | V : 3-1 |

| Logo     | Postes                   | Joueurs                                          | Statistiques                                                      |
| -------- | ------------------------ | ------------------------------------------------ | ----------------------------------------------------------------- |
|          | Quarterback              | Carson Beck                                      | 289/399 passes réussies pour 3 738 yards, 22 TDs, 6 interceptions |
| Coureur  | Daijun Edwards           | 157 courses pour 819 yards nets gagnés et 11 TDs |                                                                   |
| Receveur | Brock Bowers             | 56 réceptions pour 714 yards et 6 TDs            |                                                                   |
| Effectif | Roster 2023 des Bulldogs | Roster 2023 des Bulldogs                         |                                                                   |

### Seminoles de Florida State
Florida State commence la saison avec de bonnes perspectives après avoir terminé classé no 11 par l'AP la précédente saison en affichant un bilan de 10 victoires pour 3 défaites.
Après une impressionnante victoire 45 à 24 contre #5 LSU, les Seminoles remportent l'ensemble des matchs de la saison régulière arrivant en finale de conférence avec un bilan de 12 victoires sans défaite. Ils doivent cependant compter avec la blessure de leur quarterback titulaire Jordan Travis, encourue lors du match contre North Alabama en 11e semaine, cette blessure mettant un terme à sa saison.
Bien que classés no 4 du pays avant la finale de conférence remportée 16 à 6 face à #16 Louisville, ils chutent à la 5e place du classement final du CFP. L'équipe de Florida State devient ainsi la première équipe invaincue du Power 5 (cinq plus fortes conférences de NCAA Div. 1 FBS) à ne pas être sélectionnée pour les playoffs. Cette décision a suscité une énorme controverse, le comité de sélection du CFP justifiant la perte de Travis comme l'une des principales raisons pour lesquelles FSU avait été exclue de la phase finale. Ils sont également désignés no 5 au classement Coache's mais no 4 au classement AP.
Éligible, Florida State accepte l'invitation de participer au l'Orange Bowl 2023, disputant ainsi le 49e bowl et le 11e Orange Bowl de leur histoire :
| Saisons | Dates            | Vainqueurs    | Scores  | Finalistes        | Bilan   |
| ------- | ---------------- | ------------- | ------- | ----------------- | ------- |
| 1979    | 1er janvier 1980 | Oklahoma      | 24 - 07 | Florida State     | D : 0-1 |
| 1980    | 1er janvier 1981 | Oklahoma      | 18 - 17 | Florida State     | D : 0-2 |
| 1992    | 1er janvier 1993 | Florida State | 27 - 14 | Nebraska          | V : 1-2 |
| 1993    | 1er janvier 1994 | Florida State | 18 - 16 | Nebraska          | V : 2-2 |
| 1995    | 1er janvier 1996 | Florida State | 31 - 26 | Notre Dame        | V : 3-2 |
| 2000    | 3 janvier 2001   | Oklahoma      | 13 - 02 | Florida State     | D : 3-3 |
| 2003    | 1er janvier 2004 | Miami (FL)    | 16 - 14 | Florida State     | D : 3-4 |
| 2005    | 3 janvier 2006   | Penn State    | 26 - 23 | Florida State     | D : 3-5 |
| 2012    | 1er janvier 2013 | Florida State | 31 - 10 | Northern Illinois | V : 4-5 |
| 2016    | 30 décembre 2016 | Florida State | 33 - 32 | Michigan          | V : 5-5 |

| Logo     | Postes                    | Joueurs                                          | Statistiques                                                      |
| -------- | ------------------------- | ------------------------------------------------ | ----------------------------------------------------------------- |
|          | Quarterback               | Jordan Travis                                    | 207/324 passes réussies pour 2 756 yards, 20 TDs, 2 interceptions |
| Coureur  | Trey Benson               | 156 courses pour 905 yards nets gagnés et 14 TDs |                                                                   |
| Receveur | Keon Coleman              | 50 réceptions pour 658 yards et 11 TDs           |                                                                   |
| Effectif | Roster 2023 des Seminoles | Roster 2023 des Seminoles                        |                                                                   |

## Résumé du match
Début du match à 15 h 10 locales, fin à 18 h 37 locales pour une durée totale de jeu de 3 h 16 min.
Températures de 65 degrés Fahrenheit (18 °C), vent d'ouest de 2 mi/h (3 km/h), ciel nuageux.
| QT            | Temps         | Drive         | Drive         | Drive         | Équipe        | Description de l'action                                                                                                  | Score | Score |
| ------------- | ------------- | ------------- | ------------- | ------------- | ------------- | --- | ----- | ----- |
| QT            | Temps         | Jeux          | Yards         | TDP           | Équipe        | Description de l'action                                                                                                  | UGA   | FSU   |
| 1             | 04:05         | 7             | 69            | 02:40         | UGA           | TD à la suite d'une course de 15 yards par le RB Kendall Milton (en) (+ 1 pt de conversion par le K Peyton Woodring)     | 7     | 0     |
|               |               |               |               |               |               | |       |       |
| 2             | 14:57         | 6             | 82            | 01:56         | UGA           | TD à la suite d'une course de 5 yards par le RB Kendall Milton (+ 1 pt de conversion par le K Peyton Woodring)           | 14    | 0     |
| 2             | 12:34         | 6             | 71            | 02:23         | FSU           | FG de 22 yards par le K Ryan Fitzgerald                                                                                  | 14    | 3     |
| 2             | 10:38         | 4             | 75            | 01:56         | UGA           | TD à la suite d'une course de 15 yards par le RB Daijun Edwards (en) (+ 1 pt de conversion par le K Peyton Woodring)     | 21    | 3     |
| 2             | 10:18         | 1             | 27            | 00:20         | UGA           | TD à la suite d'une course de 27 yards par le WR Ladd McConkey (en) (+ 1 pt de conversion par le K Peyton Woodring)      | 28    | 3     |
| 2             | 03:39         | 5             | 62            | 02:20         | UGA           | TD de 12 yards par le WR Arian Smith (passe du QB Carson Beck + 1 pt de conversion par le K Peyton Woodring)             | 35    | 3     |
| 2             | 00:24         | 3             | 51            | 00:25         | UGA           | TD de 2 yards par le WR Dominic Lovett (en) (passe du QB Carson Beck (en) + 1 pt de conversion par le K Peyton Woodring) | 42    | 3     |
|               |               |               |               |               |               | |       |       |
| 3             | 09:23         | 10            | 75            | 05:37         | UGA           | TD à la suite d'une course de 2 yards par le RB Daijun Edwards (+ 1 pt de conversion par le K Peyton Woodring)           | 49    | 3     |
| 3             | 02:30         | 10            | 90            | 04:31         | UGA           | TD de 4 yards par le TE Lawson Luckie (passe du QB Gunner Stockton (en) + 1 pt de conversion par le K Peyton Woodring)   | 56    | 3     |
|               |               |               |               |               |               | |       |       |
| 4             | 12:10         | 9             | 84            | 04:31         | UGA           | TD de 14 yards par le WR Anthony Evans III (passe du QB Gunner Stockton + 1 pt de conversion par le K Peyton Woodring)   | 63    | 3     |
| Score final : | Score final : | Score final : | Score final : | Score final : | Score final : | Score final : | 63    | 3     |

## Statistiques
| Nom                 | Poste | Équipe  |
| ------------------- | ----- | ------- |
| Kendall Milton (en) | RB    | Georgia |

| Statistiques                   | Georgia                        | Florida State |
| ------------------------------ | ------------------------------ | ------------- |
| 1er down                       | 6                              | 11            |
| 1er down à la course           | 20                             | 4             |
| 1er down à la passe            | 13                             | 6             |
| 1er down suite pénalité        | 3                              | 1             |
| Conversion de 3e down          | 5/8                            | 2/12          |
| Conversion de 4e down          | 1/2                            | 1/2           |
| Jeux–yards                     | 76-673                         | 53-209        |
| Courses : Nb.-Yards            | 47-372                         | 26-63         |
| Yards à la passe               | 301                            | 149           |
| Passes: Réussies/Tentées       | 20/29                          | 10/27         |
| Interceptions                  | 0                              | 2             |
| Réussite en zone rouge/chances | 8/8                            | 1/1           |
| Touchdown                      | - 4 à la passe - 5 à la course | -             |
| Field Goals                    | 0/0                            | 1/1           |
| Sacks provoqués (Nb.-Yards)    | 1/-14                          | 1/-10         |
| Fumbles (Nb./Perdus)           | 1/0                            | 3/2           |
| Pénalités (Nb./Yards perdus)   | 5/55                           | 3/44          |
| Temps de possession            | 35:38                          | 24:22         |

| Georgia        |                |                                                          |
| Quarterback(s) | Carson Beck    | 13/18 passes complétées, 203 yards, interception, 2 TDs  |
| Coureur(s)     | Kendall Milton | 9 courses, 104 yards, 2 TDs                              |
| Receveur(s)    | Dillon Bell    | 5 réceptions pour 86 yards                               |
| Florida State  |                |                                                          |
| Quarterback(s) | Brock Glenn    | 9/26 passes complétées, 139 yards, 2 interceptions, 0 TD |
| Coureur(s)     | Ja'Khi Douglas | 8 courses, 46 yards                                      |
| Receveur(s)    | Kentron Poiter | 4 réceptions pour 84 yards                               |